# Trump Tower
Trump Tower (Trump Tower Manhattan) är en skyskrapa som är belägen på 725 Fifth Avenue (bredvid Tiffany & Co.) i Midtown Manhattan i New York City i New York i USA. Det multinationella konglomeratet Trump Organization har sitt huvudkontor beläget i skyskrapan.
Skyskrapans fasad är i glas och polerad mässing. Den är 202 meter hög och har 58 våningar. Det är den 64:e högsta byggnaden i New York.
Byggnaden ritades av den amerikanska arkitekten Der Scutt. Förhandlingarna för att få tillstånd att bygga Trump Tower var färdiga 1978. I samband med detta hyllades Donald Trump i The New York Times för sina förmågor som förhandlare. Året därpå påbörjades bygget. Den 30 november 1983 stod Trump Tower färdigt för öppning.
Donald Trump bodde, tillsammans med sin hustru Melania och deras son Barron, i Trump Tower fram till Donald Trumps installation som USA:s president i januari 2017. Trump flyttade då till Vita huset i Washington D.C., medan Melania och Barron bodde kvar i Trump Tower fram till den 11 juni 2017.
Delar av filmen The Dark Knight Rises utspelar sig i Trump Tower.
Den 8 januari 2018 inträffade en brand på taket av Trump Tower och två personer skadades.